# 土橋長兵衛
土橋 長兵衛（つちはし ちょうべえ、1868年9月16日〈慶応4年8月1日〉 - 1939年〈昭和14年〉11月13日）は、明治時代の日本の実業家。日本最初の電気炉製鋼法を確立・実用化した長野県の技術者・発明家（起業家）である。
近代日本において電気炉製鋼による特殊鋼生産への道を産学共同で開いたことで知られる。官営八幡製鉄所や安来鉄鋼合資会社に先んじて、長野県において豊富な水力発電を利用した電気炉製鋼法を開発した。工具類に必要な高速度鋼材や特殊鋼生産の礎を築いた近代日本の先駆者のひとりである。

## 概要
信濃国諏訪郡上諏訪（現在の長野県諏訪市）生まれ。上諏訪の酒造業「万年屋」土橋治三郎の次男として生まれる。兄は天文学者・神学者の土橋八千太。曾孫に経済学者の坂井素思。長兵衛の幼名は田実治（たみじ）。9歳の時に、金物業を営んでいた宗家土橋家「亀長」の養嗣子となり、第13代長兵衛を襲名。
土橋家は、武田信玄の侍大将板垣大膳の系統を組むと伝えられており、江戸時代に諏訪高島藩から酒造販売の特権を得る。文化・文政時代の8代長右衛門の時期に全盛を迎え、綿、小倉、金物、畳表、酒などを商った。幕末期の10代長兵衛のときに、大日向村茂来山の鉄山開発とたたら製鉄経営に関与。
このような実業への伝統と、近代技術の革新によって、電気製鋼という新たな製鉄技術開発を西洋とほぼ同時代的に成し遂げた。

## 来歴
土橋長兵衛は、当時の金物には輸入品が多かったので、国産の金物製造を志した。明治初期には、宗家土橋家は没落しており、長兵衛は独学にて家業の再興を目指した。自宅の敷地内に工場を作り、鋳物を作る。1904年（明治37年）、諏訪湖畔の渋崎に亀長電気工場を設立。
1907年（明治40年）には北アルプス中房川宮城水力発電所（現・安曇野市）の豊富な電力を求めて、安曇電気株式会社と電力供給の契約を交わした。東筑摩郡島内村（現・松本市）に工場を移し、電気冶金の研究・実験を進める。東京帝国大学教授俵国一、同教授吉川晴十らの協力を得て1909年（明治42年）には日本初の電気炉製鋼に成功。
1911年（明治44年）には社名を土橋電気製鋼所に改め、高速度鋼材・特殊鋼の開発や松本市清水・上伊那郡箕輪町への分工場増設などで大正前期の1918年（大正7年）の第一次世界大戦までには全盛期を迎える。
独自の電気炉と外国製の蒸気ハンマー設置。電気製鋼炉3基、電気製銑炉6基。汽缶3基、など、合計8200坪の工場を所有。役員20余名、工員100名余りの小規模工場だった。清水工場は炭素鋼専門。当時、土橋長兵衛は長野県の多額納税者として記録されている。
彼は鶴見の日本電解製鉄所で、電解鉄の研究。「回転式円筒陰極ヲ使用スル電解鉄の製造法」などで合計9件の特許を得る。第一次大戦後の不況で製鋼業から撤退。信濃銀行の財産管理に移され、本社工場である島内工場（1300坪・5棟）は、日本電気工業（現在の昭和電工）に買収された。土橋長兵衛は晩年に至るまで電気冶金の研究を続け、そのために財産を使い果たした。

## ギャラリー

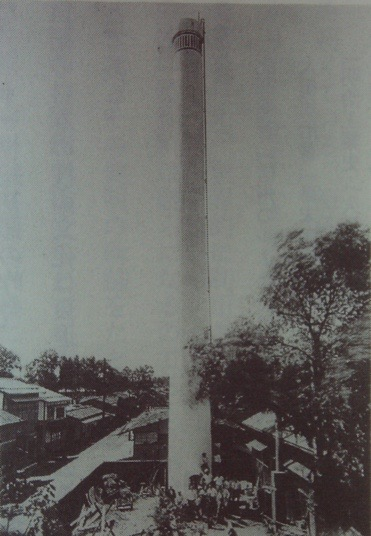
島内工場の煙突
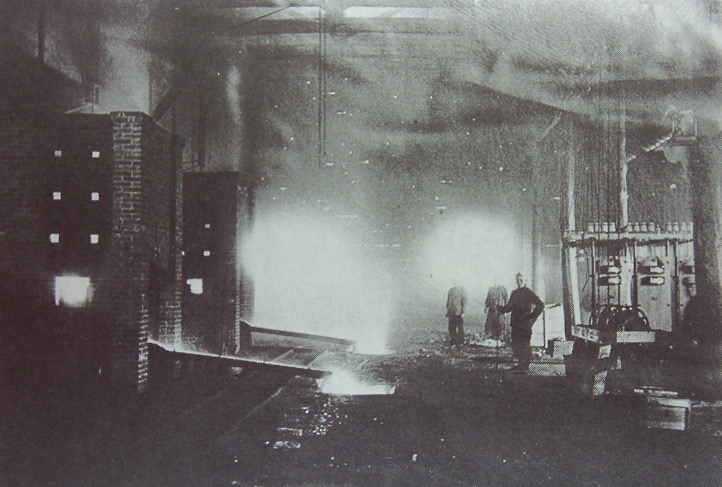
亀長電気工場
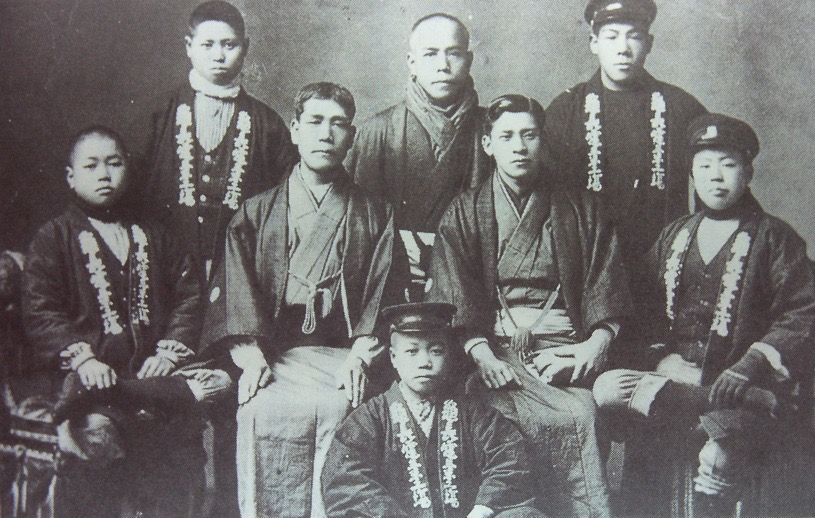
亀長電気工場の職員
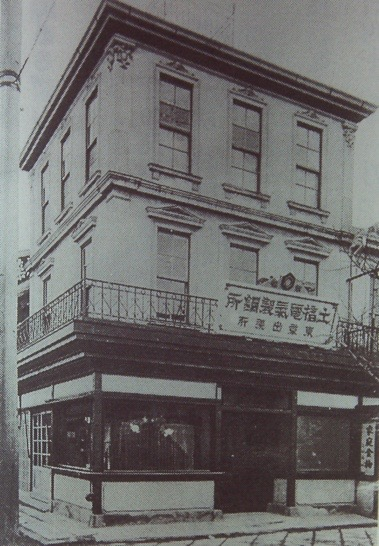
土橋電気製鋼所東京出張所
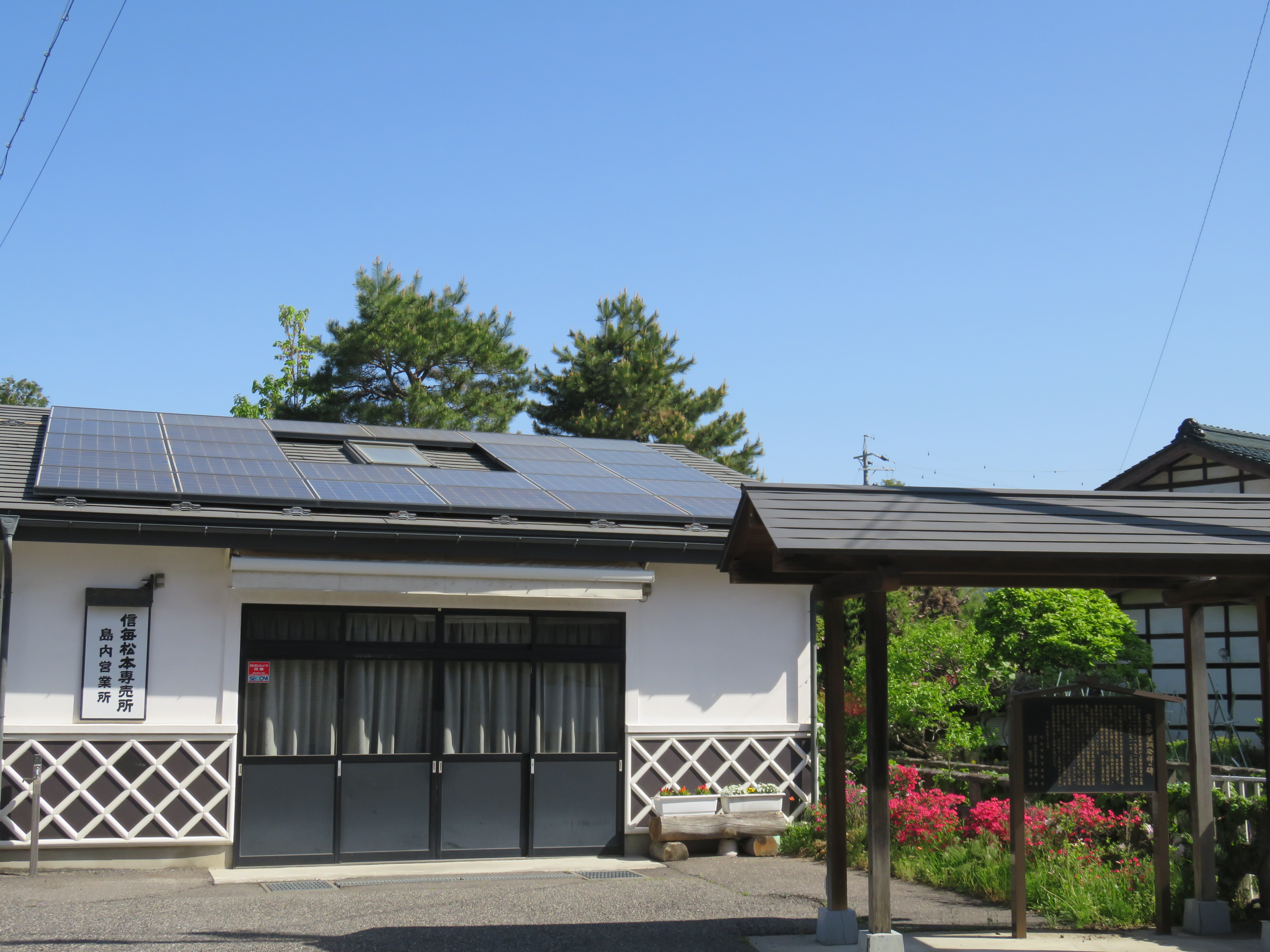
亀長電気工場（のち土橋電気製鋼所）跡に立つ碑
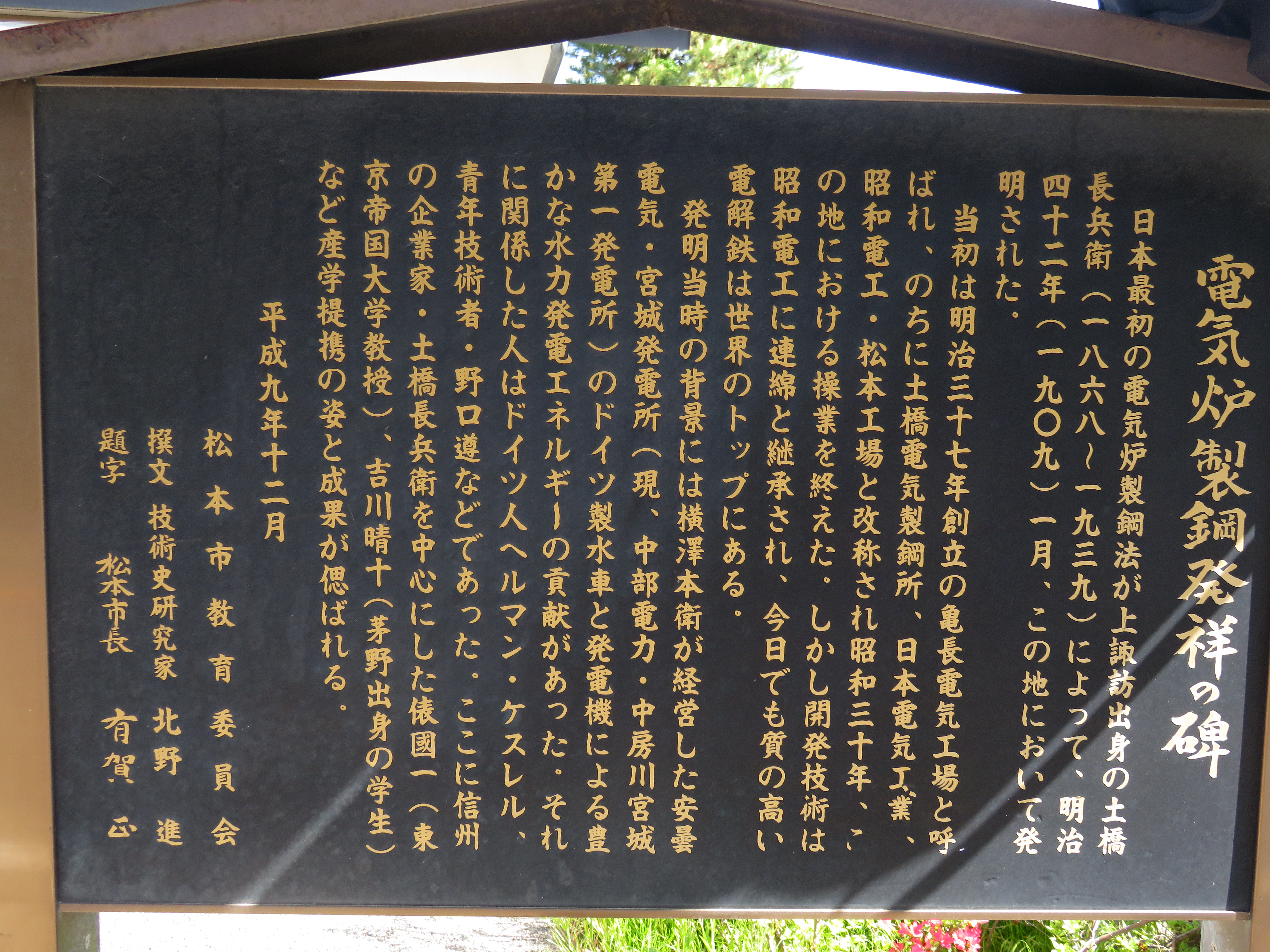
電気製鋼発祥の碑（松本市教育委員会）